# 서브리나 요네스큐
서브리나 일레인 요네스큐(영어: Sabrina Elaine Ionescu, 영어 발음: /səˈbɹiːnə  joʊnɛskuː/, 1997년 12월 6일~)는 미국의 농구 선수로 포지션은 포인트 가드이다.

## 경력

### 아마추어 경력
오리건 대학교 재학 시절 그녀가 입학 전 11년동안 NCAA 토너먼트 진출에 실패하였지만 그녀가 입학 후에 2017년과 2018년 8강, 2019년엔 4강에 진출시켰다.

### 프로 경력
2020년 WNBA 드래프트 1라운드 1순위로 뉴욕 리버티에 입단하였다.
2023년 시즌에는 3점슛 128개와 성공률 44.8%를 기록하며 역대 단일시즌 최다기록을 세웠고 NBA 정규리그 2연패를 달성한 시절의 커리의 성공률보다 높았다.
2023년 스테판 커리와 3점슛 대결을 펼쳐서 26대 29로 3점차로 패했다.